# Јован Кантакузин (севаст)
Јован Кантакузин (грч. Ιωαννης Καντακουζηνος) је био византијски аристократа и војсковођа из средине ХII века који се истакао у ратовима цара Манојла I Комнина против Срба 1150. и Мађара 1153. године, у тим сукобима изгубио је прсте на једној руци.
Нема података о пореклу и генеалогији Јована Кантакузина. Према једној теорији, он је, међутим, највероватније син византијског војсковође Кантакузина, који се истакао у ратовима цара Алексија I Комнина против Кумана на Дунаву и против Танкредових Нормана у Малој Азији.
Јована Кантакузина је 1155. године послао цар Манојло I Комнин у Београд, где је успео да осујети планове његових становника да град предају Угарима. Погинуо је у бици код Мириокефалона 17. септембра 1176. године, у којој су римске трупе разбили Турци султана Килиџ-Арслана II.
Име Јована Кантакузина је посведочено међу присутнима на три црквена сабора које је сазвао цар Манојло I Комнин 1155, 1166. и 1170. године. У актима сабора Јован се помиње као пансеваст севаст и зет цара Манојла I Комнина. Његови оловни печати са ликовима Светог Димитрија Солунског пронађени су у Бугарској.
Јован Кантакузин је био ожењен Маријом Комнин – ћерком севастократора Андроника Комнина и братаница цара Манојла I Комнина. Њихов син је био Манојло Кантакузин, за којег Јован Кинам извештава да је ослепљен око 1176. године због непослушности цару Манојлу I, и који је неко време грешком поистовећиван са чувеним византијским генералом Манојлом Кантакузином, који се истакао у походу против Турака у Лаодикији 1179. године. Јован Кантакузин и Марија Комнина се такође недвосмислено помињу као родитељи ћерке по имену Ирина Комнина, поводом чијег венчања са чланом породице Палеолог је састављен епиталамијум, чије се ауторство приписује Теодору Продрому. Из садржаја дела може се судити да је муж ове њихове кћери био велики дукс Алексије Палеолог, на кога типик манастира „Свети Михаил“ у Ауксентијанској Светој шуми указује као на царског деду по оцу. цара Михаила VIII Палеолога. Такође у овом документу се помиње да је Ирина Комнина завршила свој живот као монахиња са именом Евгенија.